# Stazione di Contesse
La stazione di Contesse è una stazione ferroviaria posta sulla linea Messina-Siracusa. Serve il quartiere di Contesse della città di Messina.